# Галатюк Олег Миколайович
Оле́г Микола́йович Галатю́к (нар. 7 березня 1986 — 22 грудня 2015) — молодший сержант Збройних сил України, учасник російсько-української війни.

## Життєпис
Народився 1986 року в селі Завишень Львівської області, 2003-го закінчив ЗОШ смт Жвирка Сокальського району. Протягом 2004—2005 років проходив строкову військову службу в лавах ЗСУ — у 80-му окремому аеромобільному полку Аеромобільних військ Сухопутних військ.
У лютому 2015 року мобілізований; молодший сержант, розвідник розвідувального взводу 58-ї окремої механізованої бригади, згідно книги пам'яті — 58-ї бригади.
Вночі на 22 грудня 2015-го підірвався на гранаті поблизу Новобахмутівки (згідно Книги пам'яті — біля смт Верхньоторецьке) Ясинуватського району. До демобілізації Олегу залишалося 10 днів.
Поховання в селі Завишень Сокальського району.
Без Олега лишилися мама, дружина, донька 2015 р.н. та син 2011 р.н. від першого шлюбу.

## Нагороди та вшанування
- 23 серпня 2018 року указом Президента України № 239/2018, за особисту мужність і самовіддані дії, виявлені у захисті державного суверенітету та територіальної цілісності України, нагороджений орденом «За мужність» III ступеня (посмертно)[2].
- Почесний громадянин Сокальського району (13 жовтня 2015 року, посмертно)
- 14 жовтня 2016 року на будівлі ЗОШ в смт Жвирка відкрито меморіальну дошку Олегу Галатюку.
- Почесний громадянин Сокальської міської територіальної громади (2024; посмертно)[3]